# ラブラブエイリアン
『ラブラブエイリアン』は、岡村星による日本のコメディ漫画作品。『別冊漫画ゴラク』（日本文芸社）にて2012年1月より連載され、2013年3月にウェブコミック配信サイト『ゴラクエッグ』（現ゴラクうぇぶ!、同）でも平行連載がスタート。その後『ゴラクエッグ』に移籍し、2018年7月2日
まで不定期連載していた。その間本作には、単行本の売上不振により、何度も打ち切りの話があった。
2016年9月30日の『ゴラクエッグ』での配信話で「第一部」が終了し、主役の交代が示唆されていたが、単行本4巻に収録されているエピソードでは後述する実写ドラマに合わせた内容となっているため交代が起きておらず、作者の岡村も4巻のまえがきで「『パラレルワールド』的なものとして」読んでほしい旨を綴っている。
また、2014年7月4日に阿佐ヶ谷ロフトAにて本作に関するトークショーが「岡村星×犬山紙子のゲスラブエイリアン」と銘打って開かれ、岡村とコラムニストの犬山紙子が登壇した。

## あらすじ
園美、由日子らが住む女性専用アパートにある日、宇宙人が故障した宇宙船とともに舞い込んでくる。宇宙船の修理が終わるまで園美の部屋に居候することになった宇宙人たちだったが、彼らはあっという間に地球を滅ぼしてしまえるほどの科学力を持っていた。そんな宇宙人たちに対して園美たちは「ナサ（NASA）には言わないこと」を口実に、時にはその科学力を利用しながら普段通りの日常を過ごす。
物語は、主に園美たち「イマドキ女子」の本音をさらけ出したガールズトークと、それを観察する宇宙人といった形で話が展開されていく。

## 登場人物

### アパートの住人
宇宙人
園美の部屋に居候する二人組の異星人。手のひらに乗るくらいのサイズで、二人とも同じ全身を覆うスーツを着ている。地球人の30倍の知能、50倍の視力の他に、地球を滅ぼせるほどの驚異的な科学力を持つ。宇宙船が故障したため園美の部屋に不時着し、宇宙船の修理が終わるまで彼女の部屋に居候することとなる。しかし園美の料理を気に入ってからは、修理が終わった後も研究を名目に居座っている。NASAに連絡されるのを極端に嫌がり、連絡しないことを条件に園美たちのお願いを聞き入れている。普段は礼儀正しい振る舞いをするが、酒が入ると態度が悪くなり「地球滅ぼすぞ」と口にするようになる。また、平常時でもたまに地球人・地球文明を見下す発言をする。種族柄雌雄の概念がないため、地球の男女の機微を不合理と感じているが、同時に興味を持っている。
園美（そのみ）
宇宙人が居候する部屋の主人。職業はフードコーディネーター。アパートの住人の中では比較的真面目で大人しい性格だが、怒らせると非常に怖い。料理がうまく、宇宙人も彼女の作る料理を好んでいる。付き合っていた石川から別れを告げられ、ショックを受けていたが、宇宙人によってタイから転送されてきた彼と話し合った末に和解し結婚した。結婚後はアパートの部屋を引き払い、後輩のスミレに譲っている。
ドラマでは「石橋」姓を名乗っている。
由日子（ゆひこ）
園美の隣の部屋に住んでいる女性。職業は美容師。毒舌家で思ったことは何でも言ってしまう性格な上、下世話な話題ばかりを口にするため、周囲からは呆れられている。宇宙人に対してもぞんざいな扱いをしており、何かと冗談を吹き込んではトラブルを巻き起こしている。その一方で努力家の一面もあり、美容師としての腕前は確かな方である。上司からニューヨークでスタイリストの勉強をしないかと提案され、吉江と交際関係を続けるかどうかで思い悩むが、最終的には彼に背中を押されニューヨークへ行く決心をする。
ドラマでは「宇田川」姓を名乗っており、園美の家に同居している。
笠原チズル（かさはら - ）
203号室に住む女性。24歳。職業は歯科衛生士。合コン好き。明るくて素直な性格だが、ちょっとキレやすい。のちに彼氏ができるが、彼が多忙なせいでなかなか会えないことに悩んでいる。レースゲームが大好きで、宇宙人から宇宙船を貸してもらった時は惑星対抗レースに参加し、優勝している。
篠原サツキ（しのはら - ）
チズルの隣の部屋に住む女性。33歳。職業は検事。クールビューティーのような外見をしているが、実際はかなりズボラな性格でアル中と揶揄されるほどの酒好きであり、よく仕事帰りに疲れ果てて園美の部屋に転がり込んでいる。学生時代からすべてを勉強に捧げて検事となったため、まともな恋愛経験がないことを悔んでいる。そのため自身の恋愛は諦めていたが、合コンで知り合った棚橋と付き合い始める。当初は将来のことを深く考えていなかったが、妊娠が発覚してからは次第に妻として、母としての未来を見据えるようになる。仕事は完璧にこなせるものの家事は全くできず、料理を作る際に自己流のアレンジを加えては失敗している。　
ドラマでは園美の住むアパート近くのマンションに住んでいる。

### 宇宙人の関係者
黒宇宙人
宇宙人と敵対する種族の宇宙人。黒い靄が人型となったお化けのような姿をしている。宇宙人に攻撃を仕掛けるも反撃に遭い、彼らに捕らえられていたが、ほどなくして脱走。その後宇宙人に変装して園美に地球の料理を作らせようとした。正体を見破られた後は、園美に「おいしいものが食べたかった」と本音を語り、彼女から料理を振る舞われている。これがきっかけで宇宙人の種族とも和解し、和平協定を結ぶに至った。その後も宇宙人の格好でたびたびアパートを訪れては彼女の料理を楽しんでいる。
提督
宇宙人の上司。宇宙人から地球人の報告を受けていたが、地球の料理に夢中で報告を聞き流していた。部下の宇宙人が毎日園美に料理を食べさせてもらっているのをうらやましく思っており、地球人にたくさん料理を作らせるために地球侵略をしようとして宇宙人から止められた。
元帥、総長
宇宙人の種族で、提督の上位に位置する者。宇宙人や提督と同様に地球の料理を気に入っている。

### 園美たちの周囲の人物
石川（いしかわ）
園美の交際相手で、会社勤めをしている青年。仕事でタイに長期出張することになったため、園美との立場を慮って別れを切り出すが、宇宙人によって園美の部屋に転送された際に彼女と復縁し、結婚する。
ドラマでのフルネームは「石川和志」。
吉江（よしえ）
由日子の交際相手。体育会系の大柄な男性。由日子とは合コンで知り合い、野球観戦をきっかけに彼女と付き合うようになる。由日子の夢を応援しており、彼女がニューヨークへスタイリストの修行に行くことを迷った際には、その背中を押して彼女を激励した。由日子には告白もしているが、長らく返事を保留されている。
ドラマでのフルネームは「吉江健一郎」。
チズルの彼氏
ドラマでは「三沢」という名前で登場し、弟がいるという設定。
棚橋（たなはし）
サツキの交際相手。35歳。サツキとは由日子が参加した合コンで知り合っており、彼女が自分の妊娠でパニック状態に陥った際にはミハルと共に彼女に寄り添う立場を取っていた。
ドラマでのフルネームは「棚橋拓海」。
北村スミレ（きたむら - ）
園美の職場の後輩。23歳。根暗な性格で、太っていることにコンプレックスを持っている。ある時、偶然襲ってきた痴漢に反撃したことがきっかけで自信を持つようになり、ランニングにハマってからはスリムな体型になった。また、意中の男性と出会ったことで性格も快活なものになっている。
第一部のラストで園美が結婚してアパートを出て行ったことで彼女の部屋に移り住み、宇宙人と同居する。
井沢花也乃（いざわ かやの）
由日子の職場の後輩。24歳。付き合っていた彼氏に嫌気が差して別れようとしたものの、自分の部屋に居座られたため、一時期由日子の部屋に避難していた。その際、宇宙人にお願いして彼氏をチベットに転送してもらうが、後に改心した彼とよりを戻す。由日子のことを強く尊敬しており、同い年のチズルとは仲が良い。
作中では名前が「かや乃」と表記されている。
花也乃の彼氏
いわゆるヒモ体質の男で、花也乃から一度別れを告げられたものの、それを受け入れられず彼女の部屋に押し入ったことで宇宙人によってチベットに転送された。その後現地での暮らしで改心し、宇宙人に更生が認められたことで日本に帰還する。帰還後は自身の体験を元に本を出版し、賞を獲得した。
ミハル
由日子、花也乃の職場の先輩。3児の母で育児休業中。仕事と子育ての両立で悩むこともあるが、同時に充実感も感じている。サツキが妊娠した際には、母親としての経験を基に彼女を元気づけている。
ミコト
由日子の友人であるスタイリスト。由日子のニューヨーク行きが決定した後、彼女に紹介されてアパートに住み始める。明るい性格だが、由日子と同様に毒舌家である。
ドラマでは「松永」姓を名乗っており、彼氏がいるという設定。

### その他
野上（のがみ）
由日子が参加した合コンの男性メンバーの一人。ゲイであるため女性には全く興味がないものの、不本意ながらそのことを隠して参加していた。宇宙人が本音で語る仕掛けを発動したことにより、自分の意思に反してカミングアウトする羽目になるが、以降は男性メンバーと女性メンバーの橋渡し役となり、双方の仲を取り持っている。大らかで真面目な性格で、女性メンバーたちとは友人のような付き合いをしている。
ドラマでのフルネームは「野上顕」。
高山（たかやま）
由日子が参加した合コンの男性メンバーの一人。過去の経験から女性不信に陥っているふしがある。合コン後も園美たちと交友はあるが、女性を性欲の対象としか見ないような発言をして度々園美たちを怒らせている。
ドラマでのフルネームは「高山正人」。
大森（おおもり）
由日子が参加した合コンの男性側メンバーの一人。23歳。巨乳好き。
兼松亜子（かねまつ あこ）
ミコトに紹介されてアパートに住み始めた女性で、宇宙人のことは出会った当初から気に入っている。2児の母で、子供が中学生になったのを機に作った絵本で賞を取り、以来絵本作家として生計を立てている。反抗期を迎えた子供たちとの関係に悩んでいる。

## 書誌情報
- 岡村星『ラブラブエイリアン』日本文芸社〈ニチブンコミックス〉、全4巻
  1. 2013年11月28日発売、ISBN 978-4-537-13099-7[13]
  2. 2015年3月28日発売、ISBN 978-4-537-13272-4[14]
  3. 2016年11月19日発売、ISBN 978-4-537-13508-4[15]
  4. 2018年8月29日発売、ISBN 978-4-537-13799-6[16]

## テレビドラマ
第1シリーズ（全12回）
フジテレビオンデマンド(FOD) にて2016年7月12日に先行配信が開始された後、地上波フジテレビ系にて2016年7月14日から同年9月29日まで毎週木曜2時5分～2時35分 （水曜深夜、JST）に放送された。
放送1回あたりに不定期で2〜3話入っている構成のため、全12回の放送で第29話までとなっている。
オープニングは、主演の新木、森、太田、久松の4名によるグループ「ラブラブシスターズ」が担当した。
第2シリーズ（全8回）
FODにて2017年10月31日に先行配信が開始された後、地上波フジテレビブレイクマンデー24後半枠にて2018年1月23日から同年3月13日まで火曜0時55分～1時25分（月曜深夜、JST）に放送された。
放送１回あたりに不定期で1〜3話入っている構成のため、全8回の放送で第17話までとなっている。

### キャスト
括弧内は設定年齢。詳細な人物説明は登場人物項目を参照。以下、第1シリーズは“S1”、第2シリーズは“S2”と略す。
原作からの登場人物
- 石橋園美 - 新木優子
- 宇田川由日子 - 森絵梨佳(S1のみ)
- 篠原サツキ - 太田莉菜
- 笠原チズル - 久松郁実
- 宇宙人(声) - 三木康一郎
- 石川和志 - 菅谷哲也 (S1-1・14・24話、S2-9・16話)
- 吉江健一郎 - 堀井新太 (S1-5・6・12・16・17・27話)
- 棚橋拓海 - 竹財輝之助 (S1-5・6・10・11・16・17・25話、S2-15話)
- 北村スミレ - 八木アリサ(S2-5・6・8・13・16・17話)
- 井沢かや乃 - 佐久間由衣 (S1-23・27話)
- 松永ミコト - 野崎萌香(S2)
- 野上顕 - 桜田通 (S1-5・6・9・16・17話、S2-7・14話)
- 高山正人 - 弓削智久 (S1-5・6・12・16・17話、S2-6・8話)
- ミハル - 平山あや (S1-8・20話)
- 三沢 - 栁俊太郎 (S2-3・6・8話)

ドラマオリジナルの登場人物
- 田尻（たじり） - 戸塚純貴 (S1-4話・ゲスト出演)

チズルの元彼。一応モデルだが、仕事はしていない。とあることがきっかけで宇宙人の怒りを買う。
- 小島亘（こじま わたる） - 菊田大輔 (S1-19・22・26話)

書店で働いている青年。歯科クリニックで出会ったチズルに惚れ、連絡先を交換した。
真面目な男子に見えて、実は意外と波乱万丈な人生を送っている。
- 藤嶋ヒロト（ふじしま - ） - 三宅亮輔 (S2-10・14話)

ミコトのスタイリスト事務所で働くアシスタント。軽薄な雰囲気を漂わせるチャラ男だが、
自分に才能がないことにコンプレックスを持っている。
- サトル - 小柳友 (S2-1話・ゲスト出演)

ミコトの彼氏。
- 中谷ゆみ - 大塚千弘 (S2-4話・ゲスト出演)

サツキの友人。
- 宮野サユリ（みやの - ） - 佐藤玲 (S2-7話・ゲスト出演)

スミレの高校時代の同級生で、何かとスミレを見下している。
- ユキオ - 小園凌央 (S2-7話・ゲスト出演)

サユリの彼氏。
- 河村ミノル（かわむら - ） - 長田成哉 (S2-11話・ゲスト出演)

人気俳優。
- 武将 - 高杉瑞穂 (S2-13話・ゲスト出演)

縁結びの神社に祭られていた戦国時代の武将で、宇宙人によって現代に呼び出されてしまう。
- 山下陽子（やました ようこ） - 陽月華 (S2-15話・ゲスト出演)

ミコトの先輩で、2児の母。
- 杉浦（すぎうら） - 松田凌 (S2-16話・ゲスト出演)

スミレがイベントで知り合った男性。

### スタッフ
一部テレビドラマデータベースより参照
- 原作 - 岡村星『ラブラブエイリアン』（日本文芸社）
- 企画 - 大辻健一郎（フジテレビ）、大嶌諭（東北新社）(S1)
- 監督 - 三木康一郎
- 脚本 - 三木康一郎、松井香奈 (S2)
- 脚本協力 - 大浜直樹、高坂風里(S1)
- キャスティング協力 - 木暮こずえ
- 美術 - 吉良久仁子
- 造型 - 江川悦子、神田文裕
- 美術協力 - フジアール
- 撮影技術 - 板倉陽子
- 照明：緑川雅範
- 録音：和久井良治
- 音楽 - 出羽良彰
- 音楽プロデューサー：千田耕平
- オープニングテーマ - ラブラブシスターズ「あなたはエイリアン？」
- エンディングテーマ 
  - S1:Charisma.com「意地 easy」（ワーナーミュージック・ジャパン）
  - S2:EBiSSH「キミでいっぱい」
- 技術協力 - オムニバス・ジャパン、ブル
- プロデュース
  - S1:岡本真由子（フジテレビ）、宮阪直樹（東北新社）樋口佳克（東北新社）
  - S2:清水一幸(フジテレビ)、齋藤寛朗(カズモ)[12]
- 制作協力 - 東北新社（S1)、カズモ(S2)[12]
- 制作著作 - フジテレビ

### 放送日程

#### 第1シリーズ
| 放送回 | 放送日  | 話数   | サブタイトル                   | 役名 - ゲスト |
| ------ | ------- | ------ | ------------------------------ | --- |
| 1      | 7月14日 | 第1話  | 宇宙人がやってきた             | - |
| 1      | 7月14日 | 第2話  | 本音でバーゲン!                | ショップ店員 - 澁谷麻美 |
| 2      | 7月21日 | 第3話  | 好きになるってどういうこと?    | 山口(サツキ同僚) - 足立理 |
| 2      | 7月21日 | 第4話  | 宇宙人怒る!                    | 田尻 - 戸塚純貴 |
| 3      | 7月28日 | 第5話  | 本音で合コン 前編              | 店員 - 元谷百合奈 |
| 3      | 7月28日 | 第6話  | 本音で合コン 後編              | 店員 - 元谷百合奈 |
| 4      | 8月4日  | 第7話  | 健康で文化的な生活って?        | 洗濯機の声 - 河屋秀俊 |
| 4      | 8月4日  | 第8話  | 出産は怖い?                    | - |
| 4      | 8月4日  | 第9話  | 誉めるが勝ち                   | - |
| 5      | 8月11日 | 第10話 | ファックするし、ファックして   | - |
| 5      | 8月11日 | 第11話 | 大人の結末                     | - |
| 5      | 8月11日 | 第12話 | 男と女は解り合えない?          | - |
| 6      | 8月18日 | 第13話 | 女子は下品な生き物?            | - |
| 6      | 8月18日 | 第14話 | 泣きタイ理由                   | パヤン - 裵ジョンミン 石川同僚(女性) - 葵 石川同僚(男性) - 大夢 |
| 6      | 8月18日 | 第15話 | 一番好きな食べ物は?            | - |
| 7      | 8月25日 | 第16話 | 男心と夏の夜 前編              | - |
| 7      | 8月25日 | 第17話 | 男心と夏の夜 後編              | - |
| 8      | 9月1日  | 第18話 | 料理は世界を救う?              | - |
| 8      | 9月1日  | 第19話 | 夏なのに春がきた               | - |
| 8      | 9月1日  | 第20話 | 夫婦のリアルな事情             | ゆーくん - 鈴木楽 |
| 9      | 9月8日  | 第21話 | 異文化交流バトル!?             | - |
| 9      | 9月8日  | 第22話 | 初デートの前に                 | 小島亘(小学生) - 東琉偉 小島亘(中学生) - 淺野海偉 小島亘の父 - 西村守正 小島亘の母 - 加藤智美 小島亘の弟 - 青柳大輝 韓国人俳優 - KOU BYONUKU 韓国人女優 - 三江彩花 韓国人俳優の声 - 青木崇 韓国人女優の声 - もりなつこ |
| 10     | 9月15日 | 第23話 | 欠席裁判て怖いね               | - |
| 10     | 9月15日 | 第24話 | プロポーズ大集合               | タイ人A - ADUN タイ人B - BOONSHIRI タイ人C - SUNANTHA 園美の母 - 阿部朋子 |
| 10     | 9月15日 | 第25話 | ホントのトコロ、知りたいココロ | - |
| 11     | 9月22日 | 第26話 | どーしてもデートしたい!        | - |
| 11     | 9月22日 | 第27話 | 先輩の品格                     | 美容室の客 - 大谷みつほ |
| 12     | 9月29日 | 第28話 | さよなら宇宙人 前編            | 矢野 - 木下隆行(TKO) 防護服の男性 - 川島潤哉 スタッフ - 平岡佐智男(コーヒールンバ) |
| 12     | 9月29日 | 第29話 | さよなら宇宙人 後編            | 矢野 - 木下隆行(TKO) 防護服の男性 - 川島潤哉 スタッフ - 平岡佐智男(コーヒールンバ) |

#### 第2シリーズ
| 放送回 | 放送日  | 話数   | サブタイトル                | 役名 - ゲスト                                                                             |
| ------ | ------- | ------ | --------------------------- | ----------------------------------------------------------------------------------------- |
| 1      | 1月23日 | 第1話  | 帰って来た宇宙人            | サトル - 小柳友 ミコトの娘(2) - 升澤結萌 ミコトの娘(5) - 伍藤かのん 勧誘女性 - 難波真奈美 |
| 1      | 1月23日 | 第2話  | サツキ飲みすぎる?           | -                                                                                         |
| 2      | 1月30日 | 第3話  | チズル、彼氏と大げんか      | -                                                                                         |
| 2      | 1月30日 | 第4話  | 上品てどういう事?           | 中谷ゆみ - 大塚千弘                                                                       |
| 3      | 2月6日  | 第5話  | ネガティブなスミレ          | -                                                                                         |
| 3      | 2月6日  | 第6話  | カップは大事                | 店員 - 萬波大輔                                                                           |
| 4      | 2月13日 | 第7話  | ビッチなサユリちゃん        | 宮野サユリ - 佐藤玲 ユキオ - 小園凌央                                                     |
| 4      | 2月13日 | 第8話  | 中学生の性教育              | -                                                                                         |
| 5      | 2月20日 | 第9話  | 石川くんが帰って来た        | -                                                                                         |
| 5      | 2月20日 | 第10話 | 世の中甘く見てるの?         | 読者モデル - 石橋侑大                                                                     |
| 5      | 2月20日 | 第11話 | スターもつらい              | 河村ミノル - 長田成哉 河村のマネージャー - 山﨑薫                                         |
| 6      | 2月27日 | 第12話 | カッコよくなりたいって?     | -                                                                                         |
| 6      | 2月27日 | 第13話 | 縁結びの神様に説教される    | 武将 - 高杉瑞穂                                                                           |
| 6      | 2月27日 | 第14話 | 花火の夜に                  | -                                                                                         |
| 7      | 3月6日  | 第15話 | サツキ、妊娠しちゃったけど… | 山下陽子 - 陽月華 陽子の息子 - 伍藤葵 陽子の娘 - 伊澤穂乃                                 |
| 8      | 3月13日 | 第16話 | スミレ、男を釣る            | 杉浦 - 松田凌                                                                             |
| 8      | 3月13日 | 第17話 | さようなら、園美?           | -                                                                                         |